# 亨克爾
亨克爾飛機製造廠（德語：Heinkel Flugzeugwerke）是德國一家飛機製造商，由恩斯特·亨克爾創立。在戰間期，亨克爾公司製造出了世界上第一種噴氣式飛機—He 178、第一種液態燃料火箭動力飛機—He 176。第二次世界大戰期間主要為納粹德國空軍生產轟炸機，包括主力的中型轟炸機He 111和其唯一大量生产的重型轟炸機He 177。該公司還為德國空軍提供了出色的He 219夜間戰鬥機，該戰鬥機也因政治原因而受到限制，只生產了少量，但它是第一架使用可伸縮三輪車裝備進行起落架運輸的德國前線飛機設計，並且是世界上第一架使用彈出式座椅的前線軍用飛機。
亨克爾是薩克森豪森集中營勞力的主要使用者，在He 177轟炸機上使用了6000至8000名囚犯。
戰後則生產汽機車，1965年亨克尔被联合航空技术制造厂（Vereinigte Flugtechnische Werke，由福克-沃尔夫和威塞尔飞机制造厂合并而成）兼併。

## 相关图片

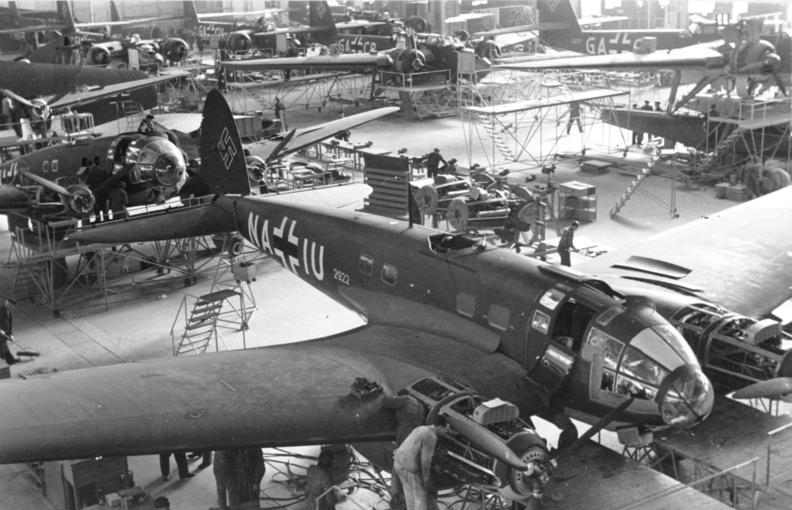
1939年He 111產線
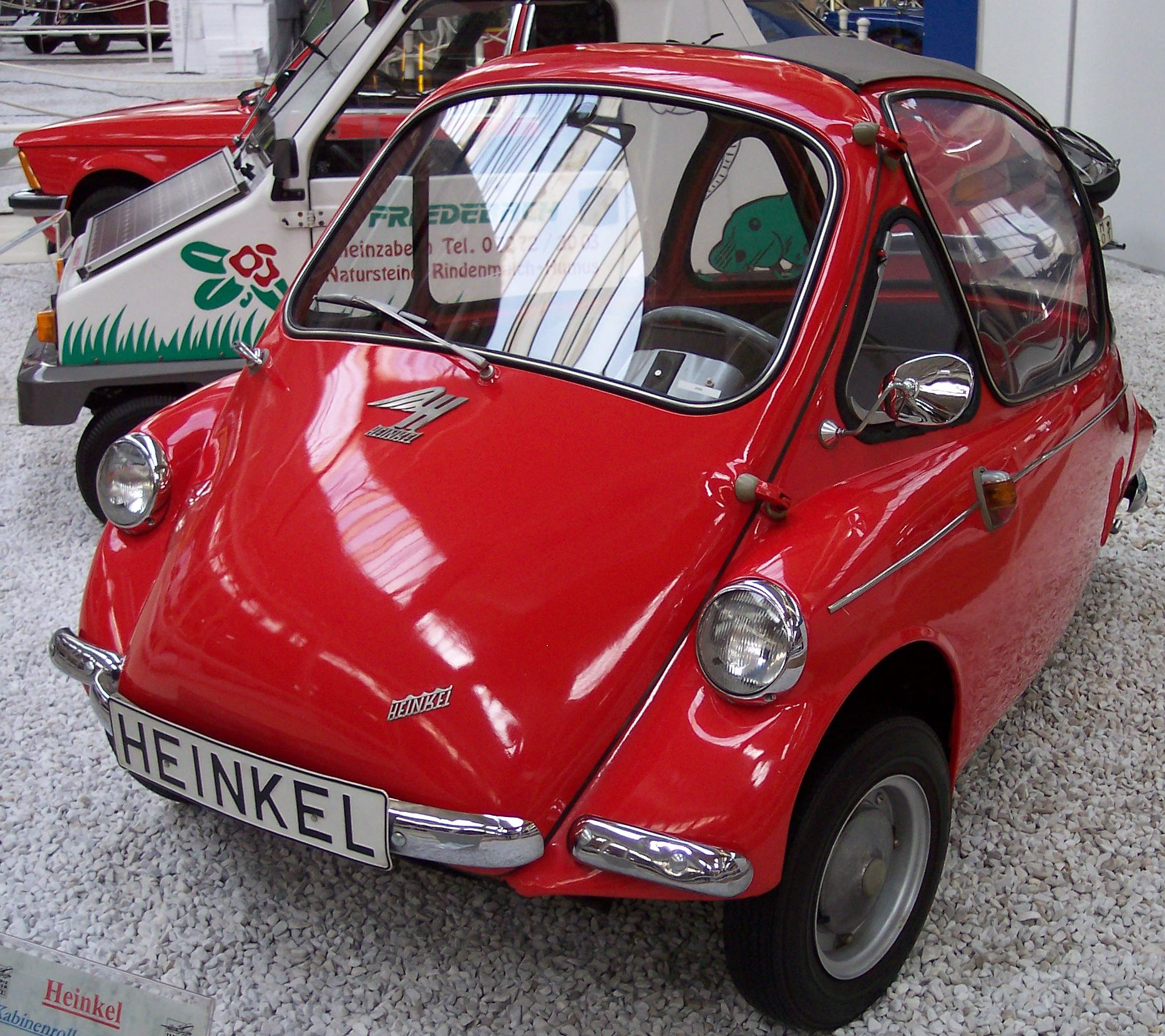
Heinkel Kabine車
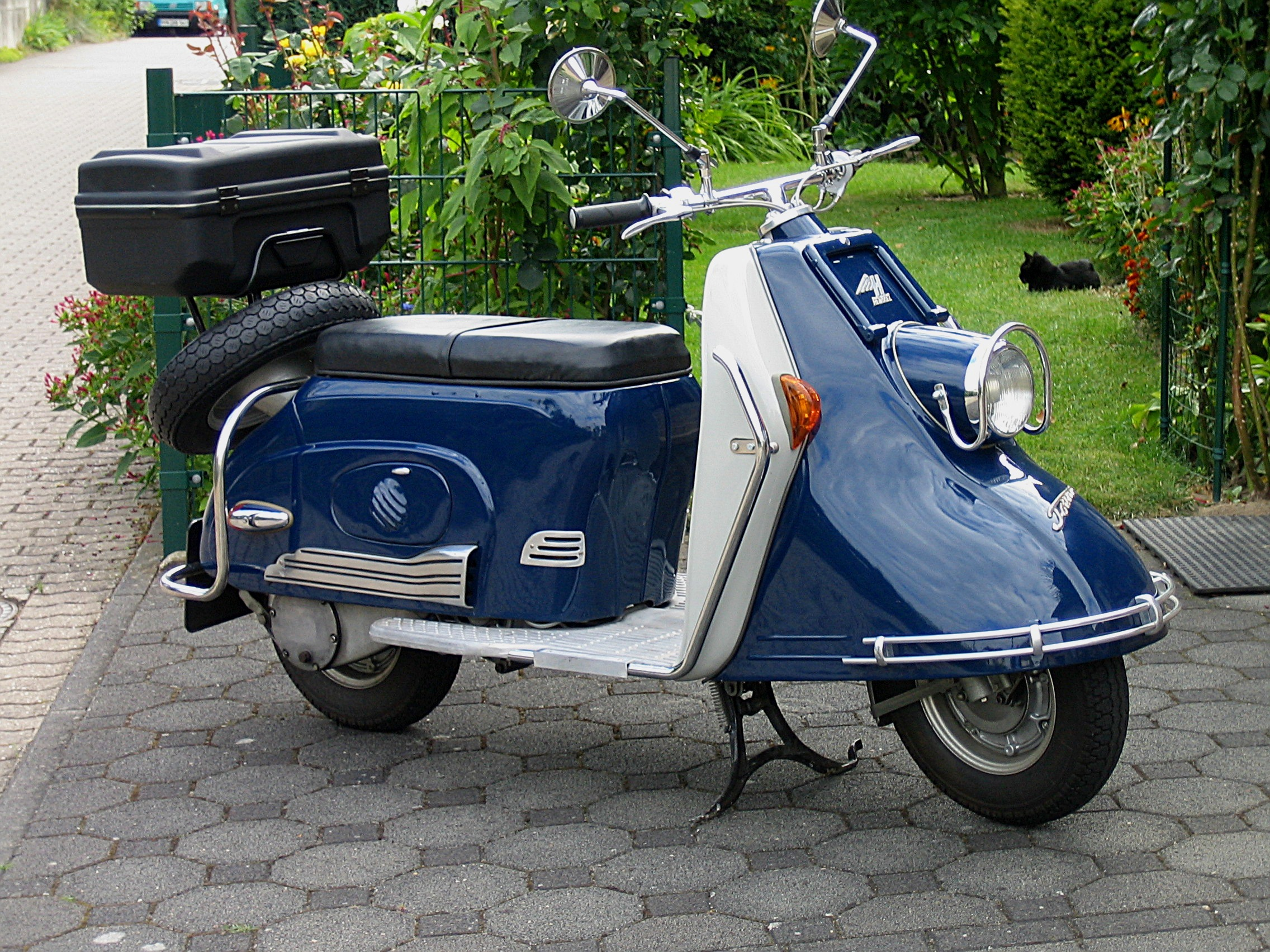
1956年Tourist機車
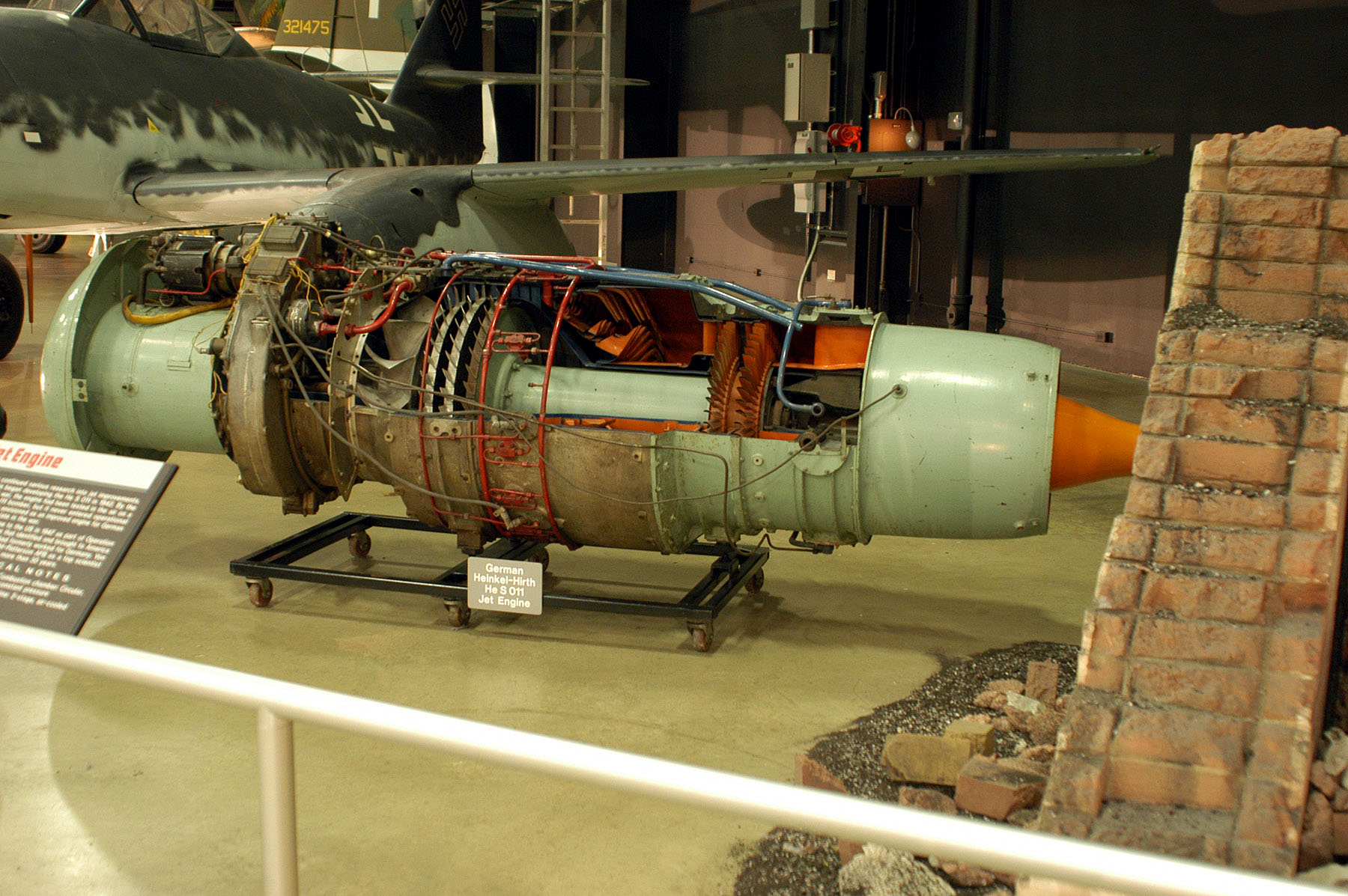
HeS 011二戰時的噴射引擎